# Stuart Pettman
Stuart Pettman (* 24. April 1975 in Preston) ist ein englischer Snookerspieler.

## Karriere
Pettman begann seine Profikarriere bereits 1992 im Alter von 17 Jahren, aber erst zehn Jahre später konnte er erste größere Erfolge erringen. 2003 und 2004 qualifizierte er sich zweimal hintereinander für die Endrunde der Weltmeisterschaften. Nachdem er zuvor bei offiziellen Turnieren zehnmal in der Runde der letzten 32 gescheitert war, erreichte er beim Malta Cup 2005 erstmals ein Achtelfinale. Am Saisonende erreichte er dann auch mit Platz 38 seine bis dahin höchste Weltranglistenposition.
Obwohl er es in den kommenden Jahren noch zweimal bis in Achtelfinals schaffte (Grand Prix 2005, Shanghai Masters 2007), rutschte er in der Weltrangliste bis auf Platz 62 ab, bevor ihm bei den China Open 2009 sein bislang größter Erfolg gelang. Er schlug mit Mark Allen, Allister Carter und Graeme Dott drei Top-16-Spieler in Folge und stieß bis ins Halbfinale des Turniers vor. Dementsprechend verbesserte sich in der Weltrangliste 2009/10 wieder auf Platz 37.
Nach einer enttäuschenden Saison 2010/11 fiel Pettman von Platz 35 zurück in den Bereich außerhalb der Top 64 und musste daher die Main-Tour verlassen.
Seit 2006 ist Stuart Pettman zusammen mit seinem Snooker-Kollegen Shokat Ali Besitzer des Elite Snooker Club in Preston.